# L'Empire des vaincus
L'Empire des vaincus (titre original : Naked Empire) est le huitième roman du cycle de L'Épée de vérité de Terry Goodkind. Publié en version originale en 2003, il est sorti en France le 19 septembre 2008.

## L'histoire
De retour des Piliers de la Création, poursuivis par d'étranges rapaces, Richard, Kahlan et leurs amis font une rencontre qui va leur imposer un nouveau détour. Un homme nommé Owen les aborde en suppliant le Seigneur Rahl de l'aider à libérer son royaume. 
Richard refuse, mais il sera finalement obligé d'aider l'Empire Bandakar, un royaume isolé par la magie, dans le but d'empêcher ses habitants, les trous dans le monde (ou Piliers de la Création), de rentrer en contact avec le reste du monde. La magie ayant disparu à cause des Carillons, les barrières magiques de l'Empire Bandakar se sont affaiblies, permettant aux hordes de Jagang d'asservir ce nouveau royaume.
Richard et ses compagnons vont donc se lancer dans une lutte contre Nicholas, un terrible magicien créé par les sœurs de l'obscurité, afin de libérer les Bandakar du joug de l'Ordre Impérial.

## La huitième leçon du sorcier
Dans ce roman, on découvre la huitième leçon du sorcier : « mérite la victoire ».